# Lithobius manicastrii
Lithobius manicastrii är en mångfotingart som beskrevs av Zapparoli 1999. Lithobius manicastrii ingår i släktet Lithobius och familjen stenkrypare.
Artens utbredningsområde är Turkiet. Inga underarter finns listade i Catalogue of Life.